# Oncis granulosa
Oncis granulosa is een slakkensoort uit de familie van de Onchidiidae. De wetenschappelijke naam van de soort is voor het eerst geldig gepubliceerd in 1826 door Lesson.